# Johann-Georg Richert
Johann-Georg Richert (14 de abril de 1890-30 de enero de 1946) fue un general alemán durante la Segunda Guerra Mundial. Comandó la 286.ª División de Seguridad cuyo personal cometió numerosos crímenes de guerra en la ocupada Bielorrusia, en la Zona de Retaguardia del Grupo de Ejércitos Centro.

## Carrera militar
La 35.ª División de Infantería también cometió crímenes de guerra a principios de 1944 mientras Richert fue su oficial comandante. Las operaciones de la división contra "partisanos" (que a menudo eran civiles) se hicieron más frecuentes y brutales después de que Richert asumiera el mando. Richert también ordenó que todos sus soldados que estuvieran en hospitales sin heridas o sin diagnósticos de enfermedad serían ejecutados, y amenazó a las unidades y oficiales al mando que fueran derrotados en batalla con graves penalidades.
Con la ayuda de tropas del Sonderkommando 7b del Einsatzgruppe B, Richert introdujo por la fuerza al menos a 40.000 civiles a los campos de la muerte de Ozarichi, campos improvisados que habían sido establecidos por Josef Harpe. Dieter Pohl ha afirmado que la fundación de los campos es "uno de los peores crímenes que la Wehrmacht jamás cometió contra civiles". Para cuando las tropas del 65.º Ejército del Primer Frente Bielorruso liberaron esos campos el 19 de marzo de 1944, al menos 9000 personas habían muerto. Las tropas liberaron 33 480 personas, incluyendo 15 960 niños menores de 13 años, de los campos de la muerte de Ozarichi.

## Juicio de Misnk
Richert fue hecho prisionero por las tropas soviéticas el 8 de mayo de 1945. En 1946, fue juzgado por el tribunal militar soviético en Minsk por su papel en las deportaciones, así como por otros crímenes contra civiles soviéticos. Richert fue sentenciado a muerte, y colgado públicamente a la mañana siguiente en Minsk el 30 de enero de 1946. Richert fue ejecutado junto con trece de sus coacusados ante la vista de 100 000 personas.

## Condecoraciones
- Broche de la Cruz de Hierro (1939) 2ª Clase (20 de septiembre de 1939) & 1ª Clase (3 de octubre de 1939)[7]
- Cruz Alemana en Oro el 1 de diciembre de 1941 como Oberst en el 23.ª Regimiento de Infantería[8]
- Cruz de Caballero de la Cruz de Hierro con Hojas de Roble
  - Cruz de Caballero el 17 de marzo de 1944 como Generalleutnant y comandante de la 35.ª División de Infantería[9]
  - Hojas de Roble el 18 de octubre de 1944 como Generalleutnant y comandante de la 35.ª División de Infantería[10]

## Literatura
- Beorn, Waitman Wade (2014). Marching into Darkness: The Wehrmacht and the Holocaust in Belarus. Cambridge: Harvard University Press. ISBN 978-0674725508.